# Electric Music for the Mind and Body
Electric Music for the Mind and Body è il disco di debutto di Country Joe and the Fish, pubblicato nel 1967 dalla Vanguard Records.
Fu uno dei primi album psichedelici prodotti e usciti in area californiana.

## Tracce
1. Flying High (Joe McDonald) – 2:38
2. Not So Sweet Martha Lorraine (McDonald) – 4:21
3. Death Sound Blues* (McDonald) – 4:23
4. Happiness Is a Porpoise Mouth (McDonald) – 2:48
5. Section 43 (McDonald) – 7:23
6. Superbird (McDonald) – 2:04
7. Sad and Lonely Times (McDonald) – 2:23
8. Love (McDonald, Melton, Cohen, Barthol, Gunning, Hirsh) – 2:19
9. Bass Strings (McDonald) – 4:58
10. The Masked Marauder (McDonald) – 3:10
11. Grace (McDonald) – 7:03

## Formazione
- Country Joe McDonald - voce, chitarra, tamburello
- Barry Melton - voce, chitarra
- David Cohen - chitarra, organo
- Bruce Barthol - basso, armonica
- Gary "Chicken" Hirsh - batteria